# ولیسکا
ولیسکا (به اسپانیایی: Vellisca) یک شهرستان در اسپانیا است که در استان کوئنکا واقع شده‌است.

## خصوصیات
ولیسکا ۴۲ کیلومترمربع مساحت و ۱۶۱ نفر جمعیت دارد و ۹۳۲ متر بالاتر از سطح دریا واقع شده‌است.

## جستارهای وابسته

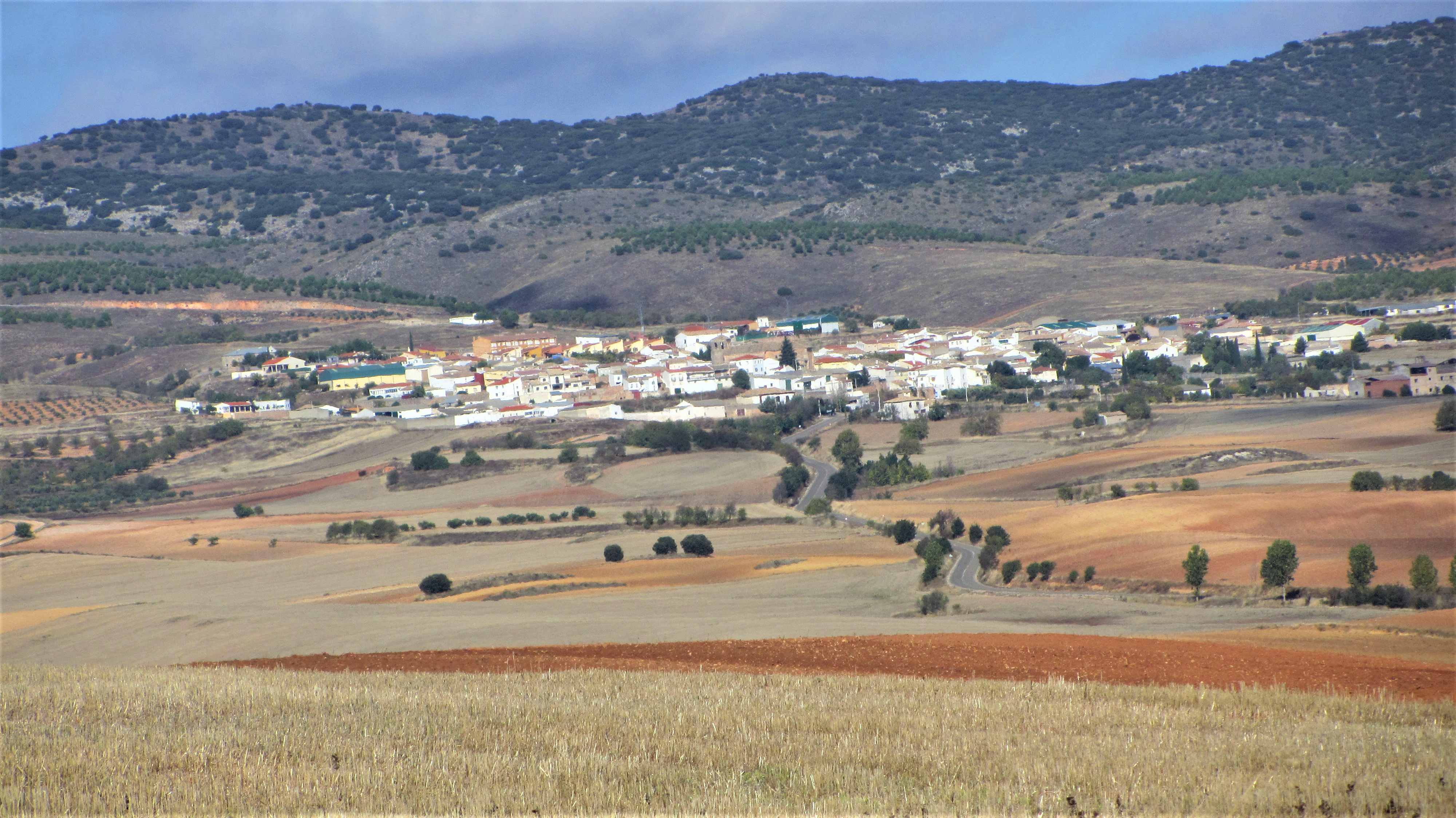
Panoramic
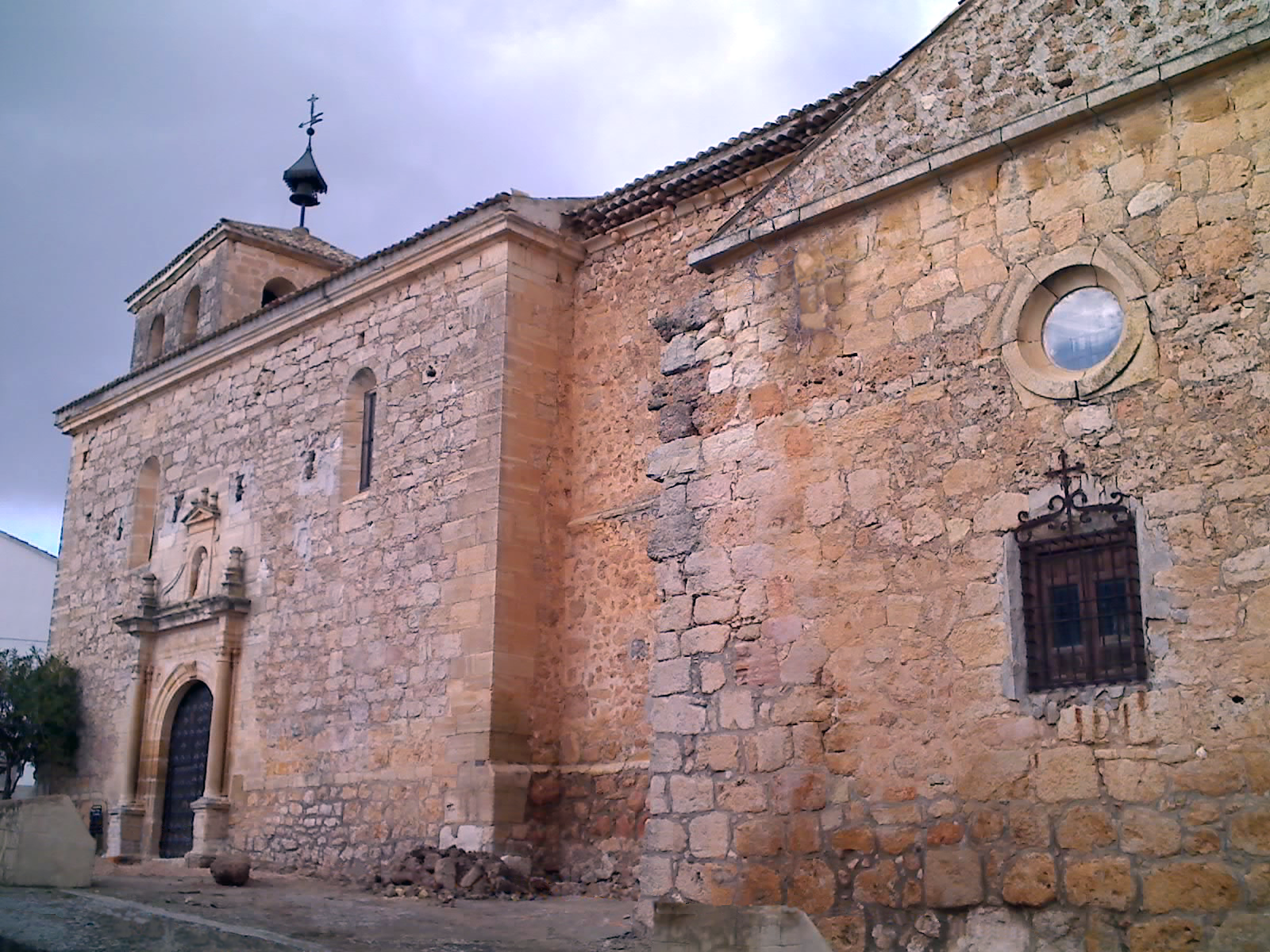
Iglesia de Ntra. Sra. de la Asunción
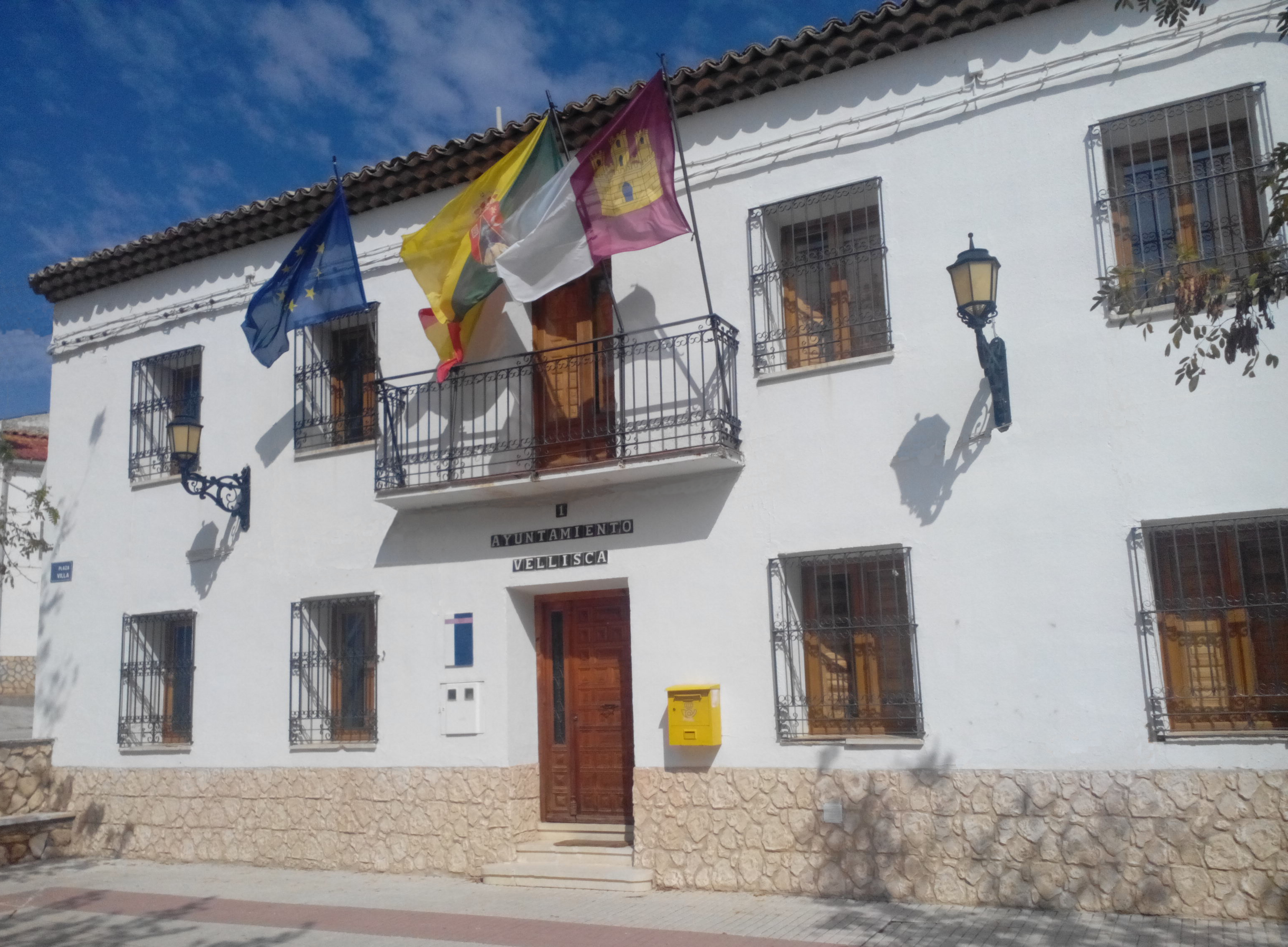
Ayuntamiento
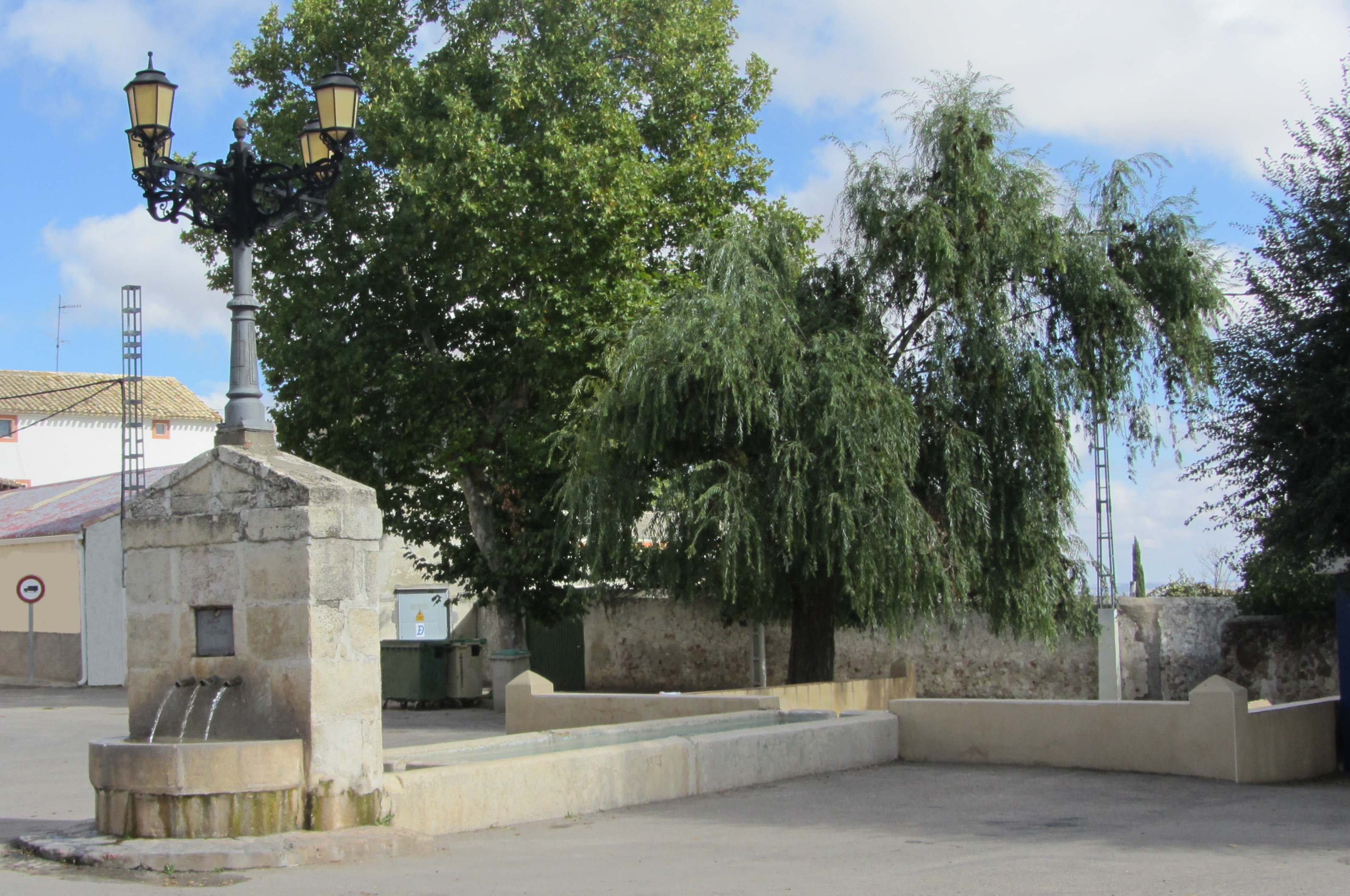
Fuente